# Chiesa episcopale scozzese

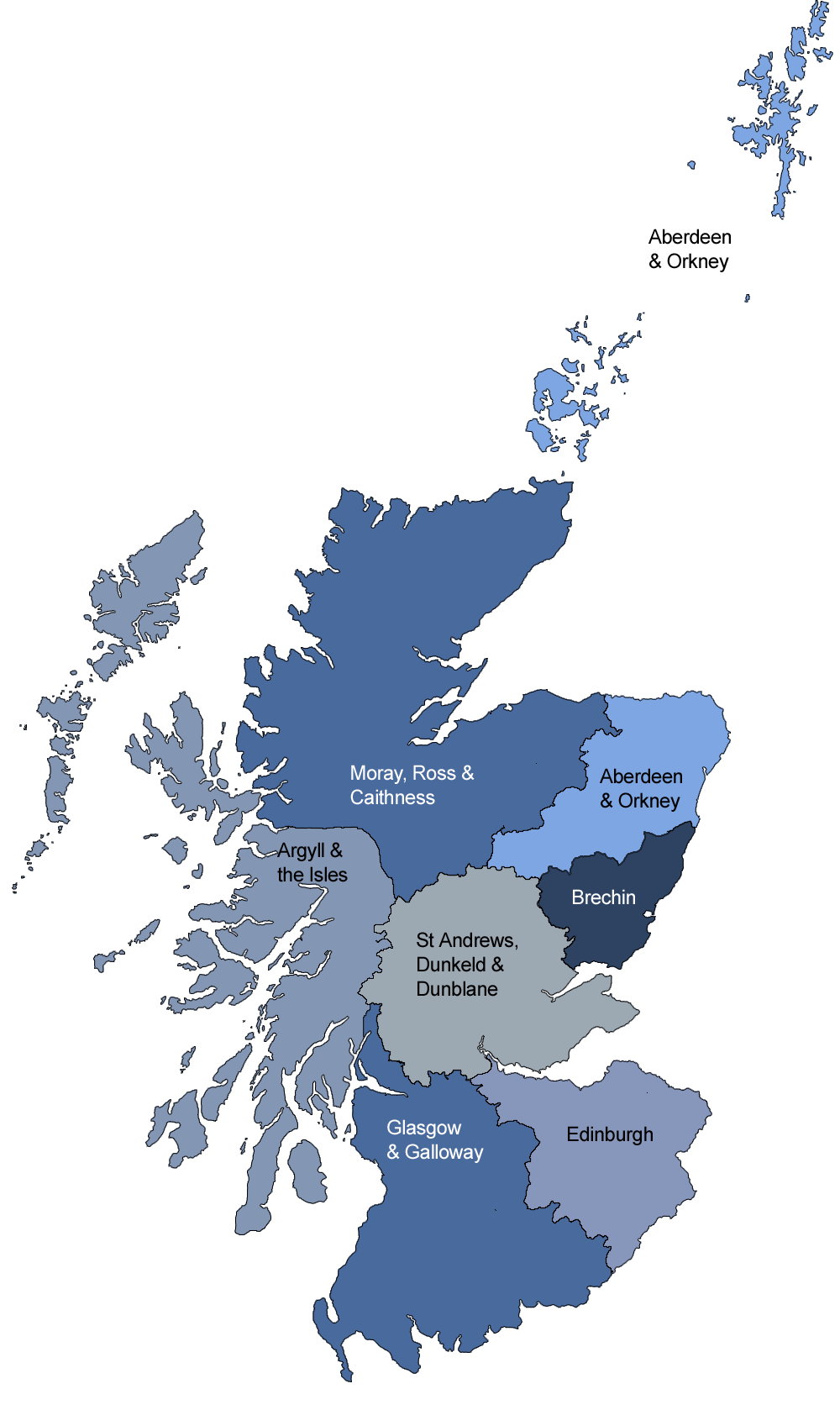
Mappa delle diocesi della Chiesa episcopale scozzese

La Chiesa episcopale scozzese ((EN)  Scottish Episcopal Church, (GD)  Eaglais Easbaigeach na h-Alba) è una confessione cristiana in Scozia appartenente alla Comunione Anglicana, sebbene abbia origini pre-anglicane. Comprende sette diocesi in Scozia. Come tutte le Chiese anglicane, riconosce il primato dell'arcivescovo di Canterbury, che però non ha autorità formale in Scozia. La Chiesa episcopale scozzese ha goduto fin dal XVII secolo una sua identità ben distinta e autonoma. Dopo il 1688 smise di essere la chiesa ufficiale  per la sua fedeltà al deposto Giacomo II Stuart e anzi tutte le chiese e i suoi beni vennero concessi ai presbiteriani della ufficiale Chiesa di Scozia rinnovata in senso presbiteriano calvinista (assembleare). Per lo stesso motivo ruppe i rapporti con la Chiesa anglicana (che aveva visto deporre i suoi vescovi lealisti compreso lo stesso arcivescovo di Canterbury William Sancroft) per circa un secolo finché la Chiesa episcopale scozzese  non riconobbe come legittimo Giorgio III di Hannover nel 1788 (dopo la morte di Carlo Edoardo Stuart, per i legittimisti Re Carlo III) e furono ritirate le Leggi Penali contro gli episcopaliani nel 1792.

## Titolo ufficiale
La Chiesa episcopale scozzese (in gaelico scozzese: Eaglais Easbaigeach na h-Alba) si chiamava precedentemente Chiesa episcopale in Scozia, perché all'epoca l'unica chiesa pienamente riconosciuta come "scozzese" o "di Scozia" era la Chiesa presbiteriana ufficiale (Chiesa di Scozia) e le altre erano solo chiese "straniere" permesse "in Scozia" (oltre a riflettere, dopo il 1792, il suo ruolo quale provincia scozzese della Comunione Anglicana).

## Dottrina e pratica
L'insegnamento centrale della Chiesa episcopale scozzese è la vita e resurrezione di Gesù Cristo. La sua dottrina, o catechismo, comprende:
- Gesù Cristo è integralmente umano e integralmente divino. Morì e risorse dai morti.
- Gesù è la via all'eterna salvezza per coloro che credono in lui.
- L'Antico e Nuovo Testamento della Bibbia furono scritti da persone "sotto ispirazione dello Spirito Santo".
Gli Apocrifi sono ulteriori libri per sacre funzioni cristiane, ma non per la formazione della dottrina.

- I due grandi e necessari sacramenti anglicani sono il battesimo e l'eucaristia.
- Altri riti sacramentali sono la cresima, l'ordinazione, il matrimonio, la confessione, e l'unzione.
- Fede nel paradiso, inferno, e il ritorno di Gesù Cristo nella sua gloria finale.

Le tre fonti combinate di autorità nell'Anglicanesimo sono le Scritture, la tradizione e la ragione.
Queste si sostengono e confrontano mutuamente in modo dinamico.

## Diocesi

Stati con Chiese appartenenti alla Comunione di Porvoo. Le Chiese della Comunione anglicana sono contrassegnate da nomi in blu o viola, le Chiese luterane del nord da nomi rossi

La Chiesa anglicana di Scozia si suddivide in sette diocesi:
- Diocesi di Brechin con sede a Dundee
- Diocesi di Edimburgo con sede a Edimburgo
- Diocesi di Aberdeen e delle Orcadi con sede a Aberdeen
- Diocesi di Argyll e delle Isole con sede a Oban
- Diocesi unita di Glasgow e Galloway con sede a Glasgow
- Diocesi unita di Moray, Ross e Caithness con sede a Inverness
- Diocesi di Saint Andrews, Dunkeld e Dunblane con sede a Perth